# Vicksburg (Indiana)
Vicksburg es un área no incorporada ubicada en el condado de Greene en el estado estadounidense de Indiana.

## Geografía
Vicksburg se encuentra ubicada en las coordenadas 39°5′26″N 87°11′53″O / 39.09056, -87.19806.